# Acanthodelta debilis
Acanthodelta debilis là một loài bướm đêm trong họ Noctuidae.